# Закон о чрезвычайных полномочиях (1933)
Закон о чрезвычайных полномочиях (нем. Ermächtigungsgesetz) — нормативный акт, принятый рейхстагом 23 марта и утверждённый президентом Гинденбургом 24 марта 1933 года под давлением НСДАП. Закон отменял гражданские свободы и передавал чрезвычайные полномочия правительству во главе с рейхсканцлером Адольфом Гитлером. Ознаменовал заключительный этап захвата национал-социалистами власти в Германии.
Полное официальное название — Закон о преодолении бедственного положения народа и государства (нем. Gesetz zur Behebung der Not von Volk und Reich).

## Политическая ситуация
30 января 1933 года рейхспрезидент Германии Пауль Гинденбург назначил рейхсканцлером (главой правительства) лидера национал-социалистов Адольфа Гитлера. Президентским декретом 1 февраля был распущен рейхстаг и назначены новые выборы.
27 февраля 1933 года произошёл поджог Рейхстага, в котором обвинили коммунистическую партию. После этого в Германии началась кампания террора против левых. На следующий день после поджога, 28 февраля, рейхспрезидент Гинденбург издал два декрета: «О защите народа и государства» и «Против предательства немецкого народа и происков изменников родины». Было прекращено действие статей 114, 115, 117, 118, 123, 124 и 153 Конституции, тем самым ограничивались личные права и свободы граждан, свобода слова, прессы, собраний и митингов; разрешались просмотр корреспонденции и прослушивание телефонов, обыски и аресты имущества.
5 марта состоялись выборы в рейхстаг, на которых нацисты получили 43,91 % голосов. Специальным постановлением была запрещена Коммунистическая партия Германии, мандаты, которые должны были по итогам прошедших выборов достаться депутатам-коммунистам (81 мандат), аннулированы, около четверти оппозиционных нацистам депутатов СДПГ было арестовано, выслано или находилось в подполье.

## Принятие закона
Согласно ст. 76 Веймарской конституции, для предоставления широких полномочий, носивших характер законов, противоречащих или менявших нормы конституции, требовалось квалифицированное большинство в 2/3 голосов (присутствие 2/3 членов рейхстага и согласие 2/3 присутствующих депутатов). По итогам состоявшихся 5 марта 1933 года выборов в рейхстаг национал-социалистам досталось только 288 мандатов из 647. После аннулирования 81 мандата, полагавшегося избранным на этих выборах депутатам-коммунистам, число депутатов рейхстага сократится с 647 до 566 и для принятия акта об изменении конституции потребуется уже не 423, а лишь 378 голосов.
Голосование за законопроект происходило в обстановке, когда здание, в котором заседали депутаты, было окружено отрядами СА. Гитлер провёл переговоры с лидером Партии центра Людвигом Каасом и уговорил его поддержать законопроект в обмен на полученные от Гитлера устные гарантии свободы церкви. Социал-демократы планировали сорвать кворум, бойкотируя заседание, однако руководство рейхстага во главе с Германом Герингом изменило процедуру, согласно которой отсутствие по неуважительной причине не учитывалось как основа для определения кворума. Таким образом бойкот терял смысл и социал-демократы приняли участие в заседании.
За закон проголосовали 444 депутата, против проголосовали все 94 депутата от СДПГ.

## Содержание
Закон состоит из пяти статей. В статье 1 имперскому правительству предоставляются полномочия по изданию государственных законов. Статьёй 2 допускается, что издаваемые таким образом законы могут содержать отступления от конституции Германии, за исключением вопросов о полномочиях рейхстага и рейхсрата, а также прав рейхспрезидента. Статья 3 определяет, что законы оформляются рейхсканцлером и вступают в силу со дня опубликования в официальном издании (газете «Reichsgesetzblatt»). Статья 4 предоставляет правительству рейха полную свободу действий при заключении внешнеполитических договоров. Статья 5 устанавливает срок действия указанных полномочий, предоставляя их «правительству, находящемуся в настоящий момент у власти».
Первоначально действие закона ограничивалось периодом времени до 1 апреля 1937 года. Однако 30 января 1937 года рейхстаг, к тому времени безусловно подконтрольный нацистскому правительству, продлил его действие ещё на четыре года. Двумя годами позже, 30 января 1939 года, решение о продлении действия закона на тот же срок (то есть до 1943 года) принял так называемый Великогерманский рейхстаг, созванный в 1938 году после аншлюса Австрии и аннексии Судетской области. Наконец 10 мая 1943 года особый декрет, изданный теперь уже лично Гитлером, продлевал действие закона на неограниченный срок. В результате Закон о чрезвычайных полномочиях действовал до самого падения нацистской Германии и режима НСДАП.

## Последствия
Закон окончательно закрепил в Германии диктатуру нацистов. Как пишет Михаил Марченко, закон в максимальной степени выхолостил демократическую на тот период Веймарскую конституцию. Передача имперскому правительству законодательных полномочий уничтожала разделение законодательной и исполнительной власти в пользу последней, а предоставленные правительству полномочия по изданию законов, противоречащих конституции, обесценивали и саму эту конституцию. Рейхстаг из дееспособного законодательного органа превратился в декоративный придаток нацистского режима.